# Theresa Tona
Theresa Tona (* 21. Januar 1991) ist eine papua-neuguineische Taekwondoin. Sie startet in der Gewichtsklasse bis 49 Kilogramm.
Tona bestritt ihre ersten internationalen Titelkämpfe bei der Juniorenweltmeisterschaft 2008 in Izmir, wo sie jedoch in ihrem Auftaktkampf ausschied. Sie konnte sich für die Olympischen Spiele 2008 in Peking qualifizieren, schied dort jedoch frühzeitig aus. Im Jahr 2011 sicherte sie sich durch einen Sieg beim ozeanischen Olympiaqualifikationsturnier in Nouméa die Teilnahme an ihren zweiten Olympischen Spielen 2012 in London.